# HIP 13044
HIP 13044 es una estrella roja en la fase de rama horizontal que se encuentra a una distancia de 2300 años luz de la Tierra, en la constelación Fornax.

## Características
HIP 13044 es una estrella de tipo F ubicada a aproximadamente 701 pársecs (2286 años luz) de la Tierra, en la corriente de Helmi.